# Belimumab
Belimumab es un anticuerpo monoclonal humano que inhibe el factor activador de células B (BAFF), también conocido como estimulador de linfocitos B (BLyS). Está aprobado en los Estados Unidos, Canadá, y la Unión Europea vendido bajo la marca Benlysta, para tratar el lupus eritematoso sistémico (LES).
Los efectos secundarios más comunes son las infecciones bacterianas, como la bronquitis (infección en los pulmones) y la infección del tracto urinario (estructuras que producen o transportan la orina), la diarrea y las náuseas (sensación de malestar). Las infecciones pueden ser más probables en los niños pequeños.

## Usos médicos
Belimumab se usa principalmente en pacientes con lupus eritematoso sistémico. Cuando se introdujo en 2011, fue el primer medicamento nuevo aprobado para tratar el lupus en 56 años. Las ventas ascendieron a 31,2 millones de dólares en el primer trimestre de 2012.
En los ensayos clínicos se comprobó que el belimumab era seguro para tratar el LES, pero la magnitud del beneficio era pequeña, y en los ensayos de fase III se excluyeron los casos más graves de LES, con daños renales y cerebrales. Los revisores de la Administración de Alimentos y Medicamentos de los Estados Unidos (FDA) expresaron su preocupación porque el fármaco sólo era "marginalmente" eficaz y porque había más muertes en el grupo de tratamiento. Los defensores afirmaron que, además de su modesta eficacia, el belimumab permitía a los pacientes reducir significativamente el uso de corticosteroides.
El belimumab no fue eficaz en los ensayos clínicos de fase II para la artritis reumatoide.  Fue moderadamente eficaz en los ensayos de fase II para el síndrome de Sjögren.
En diciembre de 2020, la FDA aprobó belimumab como tratamiento para la nefritis lúpica en combinación con el tratamiento estándar.

## Efectos secundarios e interacciones
Entre los efectos adversos comunes notificados con belimumab figuran náuseas, diarrea y fiebre, así como reacciones de hipersensibilidad y en el lugar de la infusión, que fueron graves en el 0,9% de los pacientes. Los organismos reguladores recomiendan que los pacientes sean tratados con un antihistamínico antes de una infusión de belimumab.
Dado que el belimumab es un inmunosupresor, se notificaron más infecciones graves y muertes entre los pacientes tratados con el fármaco que entre los tratados con placebo.
No se han realizado estudios de interacción, pero la combinación de belimumab con otros inmunosupresores -especialmente los dirigidos a los linfocitos B, como las terapias anti-CD20- podría aumentar el riesgo de infecciones graves. Asimismo, no se recomienda combinar belimumab con ciclofosfamida intravenosa o vacunas vivas.

## Mecanismo de acción

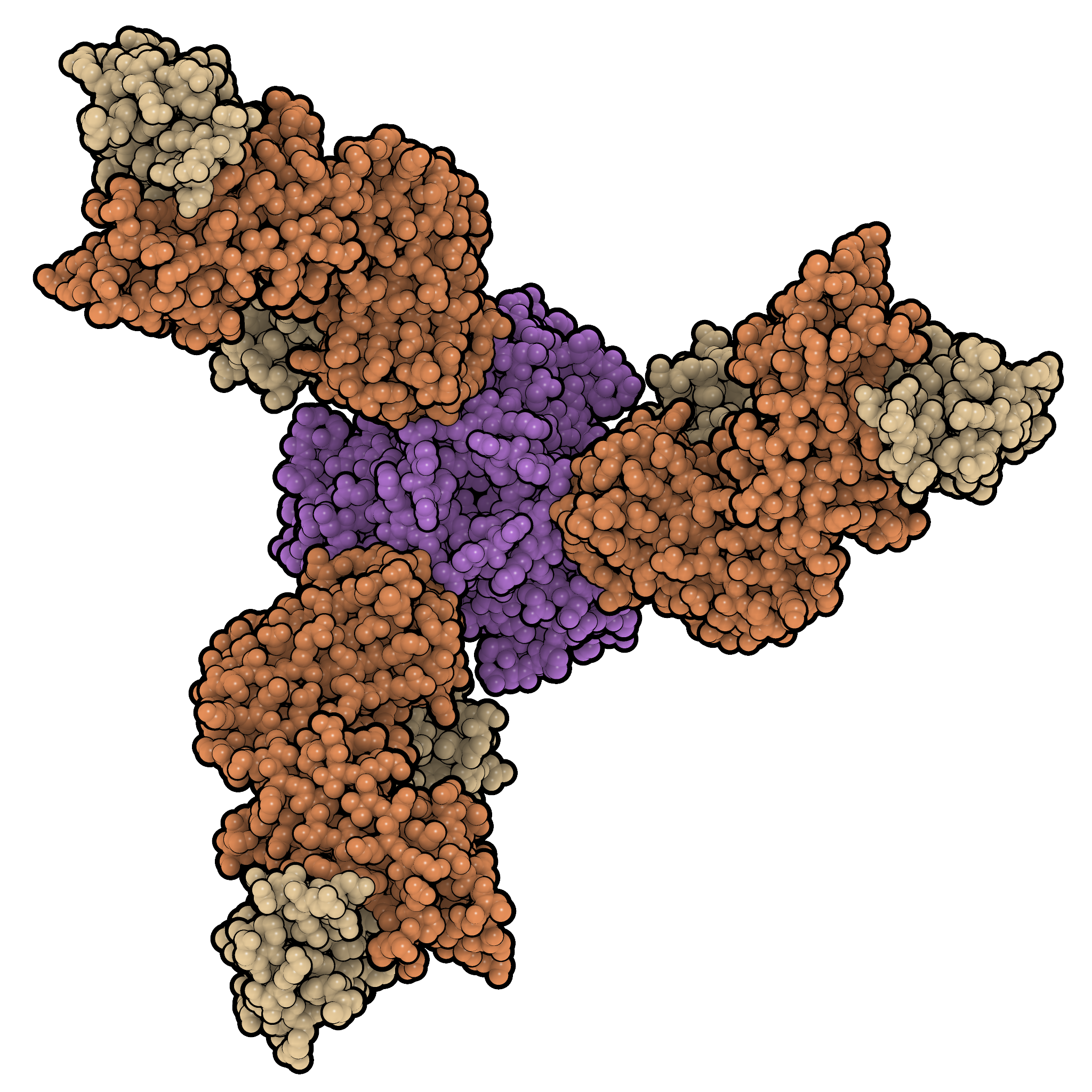
Modelo que llena el espacio que ilustra tres moléculas de belimumab (canela/naranja) que se unen a un homotrímero de BAFF.

Los linfocitos B (células B), que forman parte de la respuesta inmunitaria normal, también son responsables de la respuesta excesivamente agresiva que se observa en enfermedades autoinmunes como el LES. Los linfocitos B se desarrollan en la médula ósea y continúan madurando periféricamente en los órganos linfoides secundarios y en el intestino. Cuando los linfocitos B autoinmunes atacan los tejidos del propio organismo, normalmente se destruyen por suicidio celular (apoptosis). Los investigadores teorizan que el LES se produce cuando las células B autoinmunes proliferan y los factores de supervivencia las protegen del suicidio celular.
El factor activador de las células B (BAFF), también llamado estimulador de los linfocitos B (BLyS), es necesario para el desarrollo y la supervivencia de las células B. En los pacientes con LES, el BAFF está sobreexpresado, lo que puede provocar la proliferación y la supervivencia de las células B autoinmunes. El belimumab se une al BAFF e impide que se una a las células B. Sin BAFF, las células B se suicidan y dejan de contribuir al daño autoinmune del LES.
El BAFF es secretado por diversas células:monocitos y macrófagos; células del estroma de la médula ósea; astrocitos en ciertos glioblastomas; sinoviocitos en artritis reumatoide; y células epiteliales salivales en el síndrome de Sjögren. Interactúa con tres receptores de membrana en los linfocitos B:
- BAFF-R (receptor BAFF)
- BCMA (antígeno de maduración de células B)
- TACI (activador transmembrana y modulador de calcio e interactuador de ligandos de ciclofilina)

Cuando el BAFF se une al BAFF-R y al BCMA en las células B, los niveles de Bcl-2, un factor de supervivencia, aumentan. Cuando se estimulan los tres receptores BAFF, aumentan en el núcleo los niveles de NF kappa B, que contribuye a la proliferación y diferenciación celular.
Otro activador de células B similar a BAFF es APRIL ( un ligando inductor de proliferación ), pero APRIL activa solo BCMA y TACI, no BAFF-R.
El belimumab reduce el número de linfocitos B circulantes, pero los anticuerpos monoclonales anti-CD20 reducen el número aún más. Es posible que el belimumab se una principalmente a los BAFF solubles circulantes y, por lo tanto, no induzca la citotoxicidad celular dependiente de anticuerpos que cabría esperar de este anticuerpo de tipo IgG1.  

## Descubrimiento e historia
El factor de activación de las células B es una proteína de origen natural que fue descubierta por investigadores del National Jewish Health (antes Centro Médico y de Investigación Nacional Judío) y de la Universidad de Colorado, que publicaron conjuntamente un artículo en el que detallaban sus hallazgos en mayo de 1999 y denominaron a la proteína TALL-1. La misma proteína recibió el nombre de BAFF en otro artículo publicado en junio de 1999, y en otro publicado en julio de ese año, Human Genome Sciences (HGS) se refirió a ella como BLyS (abreviatura de estimulador de linfocitos B). Seis años después, se publicaron investigaciones que demostraban el papel clave de BLyS en la diferenciación, supervivencia y activación de las células B.
En octubre de 2000, HGS y Cambridge Antibody Technology (CAT) acordaron desarrollar conjuntamente anticuerpos monoclonales dirigidos a la BLyS. En virtud de este acuerdo, la CAT identificaría los anticuerpos y HGS seleccionaría los adecuados para llevarlos a los ensayos clínicos. En 2003, los investigadores del CAT informaron de que, mediante el uso de la tecnología de visualización de fagos, habían obtenido una serie de más de 1.000 anticuerpos distintos, la mitad de los cuales inhibían la unión de BLyS a su receptor. Ese mismo año, se aisló y caracterizó uno de estos anticuerpos. Se denominó LymphoStat-B y posteriormente se llamó belimumab.
En agosto de 2006, HGS y GlaxoSmithKline (GSK) firmaron un acuerdo de codesarrollo y comercialización en virtud del cual HGS llevaría a cabo los ensayos de fase III del belimumab con la ayuda de GSK. Las empresas compartirían a partes iguales los costes de desarrollo de la fase III/IV, los gastos de venta y comercialización y los beneficios de cualquier producto comercializado en virtud del acuerdo. El 13 de febrero de 2007, HGS y GSK anunciaron el inicio del primero de dos ensayos clínicos de fase III de belimumab en pacientes con lupus eritematoso activo.
Se realizaron dos estudios clínicos de fase III, en los que participaron un total de 1.684 pacientes con puntuaciones ≥6 en la evaluación SELENA-SLEDAI de la actividad del lupus. El criterio de valoración primario fue una reducción de ≥4 en la evaluación SELENA-SLEDAI, y varios otros factores, después de 52 semanas. El belimumab mejoró significativamente la tasa de respuesta, redujo la actividad de la enfermedad y los brotes graves, y fue bien tolerado. Entre los pacientes tratados con belimumab (10mg/kg) además del tratamiento estándar, el 58% tuvo puntuaciones de SELENA-SLEDAI reducidas en ≥4 puntos en 52 semanas, en comparación con el 46% de los pacientes tratados con placebo. Sin embargo, los pacientes afroamericanos o de ascendencia africana no respondieron significativamente al belimumab.
Estos ensayos no incluyeron a pacientes con las formas más graves de LES, que implican un daño activo en los riñones o en el sistema nervioso central. En los ensayos de fase II se incluyeron sujetos con enfermedad renal activa.

## Aprobación de la FDA
Bajo el nombre comercial de Benlysta, el belimumab recibió la aprobación de la FDA para el tratamiento del LES el 9 de marzo de 2011, a pesar de la preocupación de los miembros del comité asesor de que la mejora de 4 puntos en la escala SELENA-SLEDA era marginal, y a pesar de las reservas sobre las muertes adicionales en el grupo de tratamiento. Posteriormente se aprobó también en Canadá y la Unión Europea.

## Coste
En un centro académico estadounidense típico, el costo total del primer año de tratamiento con belimumab es de $28,000. El belimumab es mucho más caro que otros medicamentos utilizados para tratar el lupus, como la prednisona ($140 por año), la hidroxicloroquina ($132), el metotrexato oral ($432), la azatioprina ($468) y el micofenolato de mofetilo ($1224).
En el Reino Unido, el Instituto Nacional para la Excelencia en Salud y Atención calculó el costo de belimumab en £61,200 por año de vida ajustado por calidad (AVAC). Esto es más que el costo normalmente aceptado de £20,000 a £30,000 por QALY. El fabricante ofreció al Servicio Nacional de Salud del Reino Unido un descuento de una cantidad confidencial, que aún no lo situaba en el rango aceptable

## Medicamentos relacionados
Blisibimod, un inhibidor del BAFF tanto soluble como unido a la membrana, ha demostrado reducciones similares de las células B en ensayos clínicos y se está investigando en un estudio clínico de fase II para pacientes con lupus.
BR3-Fc, una proteína de fusión recombinante construida con la porción de unión al ligando extracelular del BAFF-R, bloquea la activación de este receptor por el BLyS y se encuentra en la fase inicial de desarrollo farmacéutico
Rituximab, un anticuerpo monoclonal anti-CD20, ha sido aprobado para algunas indicaciones. Se encuentran en desarrollo ocrelizumab, ofatumumab y monoclonales anti-CD20 de "tercera generación".
Otro medicamento que abordan la hiperactividad de los linfocitos B es: atacicept, una proteína de fusión recombinante que se construye con la porción de unión al ligando extracelular de TACI y bloquea la activación de TACI por APRIL y BLyS. Fracasó en un ensayo de fase II para la esclerosis múltiple.